# Октябрьский (Прокопьевский район)
Октя́брьский — посёлок в Прокопьевском районе Кемеровской области. Административный центр Кузбасского сельского поселения.

## География
Центральная часть населённого пункта расположена на высоте 267 м над уровнем моря.

## Население
| 2010 |
| ---- |
| 537  |

### Половой состав
По данным Всероссийской переписи населения 2010 года, в посёлке Октябрьский проживало 537 человек (269 мужчин, 268 женщин).

## Экономика
- Шахтоуправление Майское